# Мигія
Мигі́я — село в Україні, у Первомайському районі Миколаївської області. Адміністративний центр Мигіївської сільської громади. Населення становить 2099 осіб.
Розташоване на лівому березі річки Південний Буг за 10 км на схід від районного центру — міста Первомайська. Найближча залізнична станція — Первомайськ-на-Бузі на лінії Борщі — Підгородня. Селом проходить автодорога Н24 (Благовіщенське — Миколаїв).

## Географія
Мигія — це справжня гірська країна серед степів. На Мигійських порогах проводяться міжнародні змагання з плавання на байдарках та рафтах, адже байдарочна траса займає 2 місце в Україні по складності спливу.

## Історія
Село Мигія має багату віковічну історію. Територія навколо села була заселена з давніх-давен. Поблизу сіл Мигія і Куріпчине виявлено поселення епохи неоліту, бронзи (VI, II тисячоліття до н. е.), скіфського періоду (V—II ст. до н. е.) і черняхівської культури (II—VI ст. н. е.).
Сучасна назва села походить від назви порожистої ділянки Бугу — Мигії. Сам топонім, скоріше за все, має молдовське походження (Mîhia), адже на цій території у XVI—XVII ст. селилися жителі Бессарабії та Валахії, які тікали від турецького гніту.
На початку XVIII сторіччя на місці теперішнього села було засновано запорізький зимівник, що отримав свою назву від ближніх порогів. Мигією називались десять островів-порогів. Найбільші серед них Великий Мигіївський та Малий Мигіївський. За часів козацтва на території села розміщувалась Бугогардівська паланка — осередок козаків. Існує легенда, що навпроти, через річку була територія турків і вночі коли козаки розпалювали вогнища вони вдалині миготіли — звідси і пішла назва села (миготіти — Мигія). Також є припущення, що легендарний козак Козак Мамай був родом саме з цього села, мабуть тому один з островів названий його іменем — Мамаєвим.

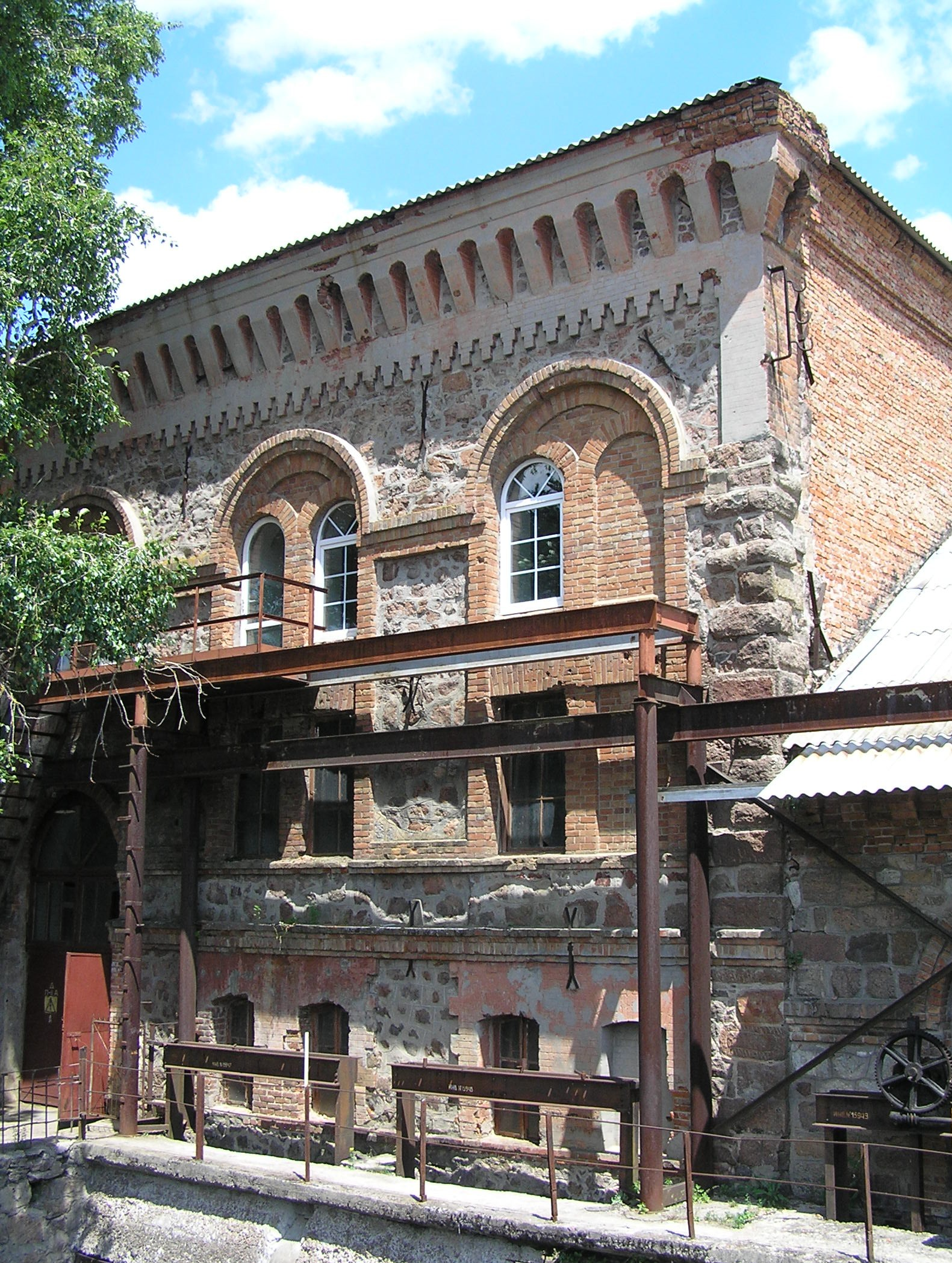
Водяний млин Скаржинського (пізніше — електростанція), 2010 рік

На початку 1760-х років по балці Мигіївський Ташлик було встановлено кордон між Новослобідським полком і запоріжцями й ділив село на дві половини. Попервах тут селились селяни-втікачі з півночі України і Росії. Після ліквідації козаччини село входило до складу Ольвіопольського повіту.
У 1775 році Мигію з прилеглими землями було подаровано «кату запоріжців» генерал-аншефу Текелію П. А., проте невдовзі воно було викуплене підполковником Скаржинським П. М..
Дерев'яна церква Петра і Павла, за переказами старожилів, була перенесена з запорозького Гарду (можливо Текелим в 1775 р.). До 1827 року Петром Скаржинським була збудована нова кам'яна церква в візантійському стилі.
За даними на 1859 рік у власницькому селі Єлисаветградського повіту Херсонської губернії мешкало 1025 осіб (507 чоловіків та 518 жінок), налічувалось 163 дворових господарства, існували православна церква та суконна фабрика.
Станом на 1886 рік у колишньому власницькому селі, центрі Мигиївської волості, мешкало 900 осіб, налічувалось 177 дворів, існували православна церква, школа, 2 лавки, трактир.

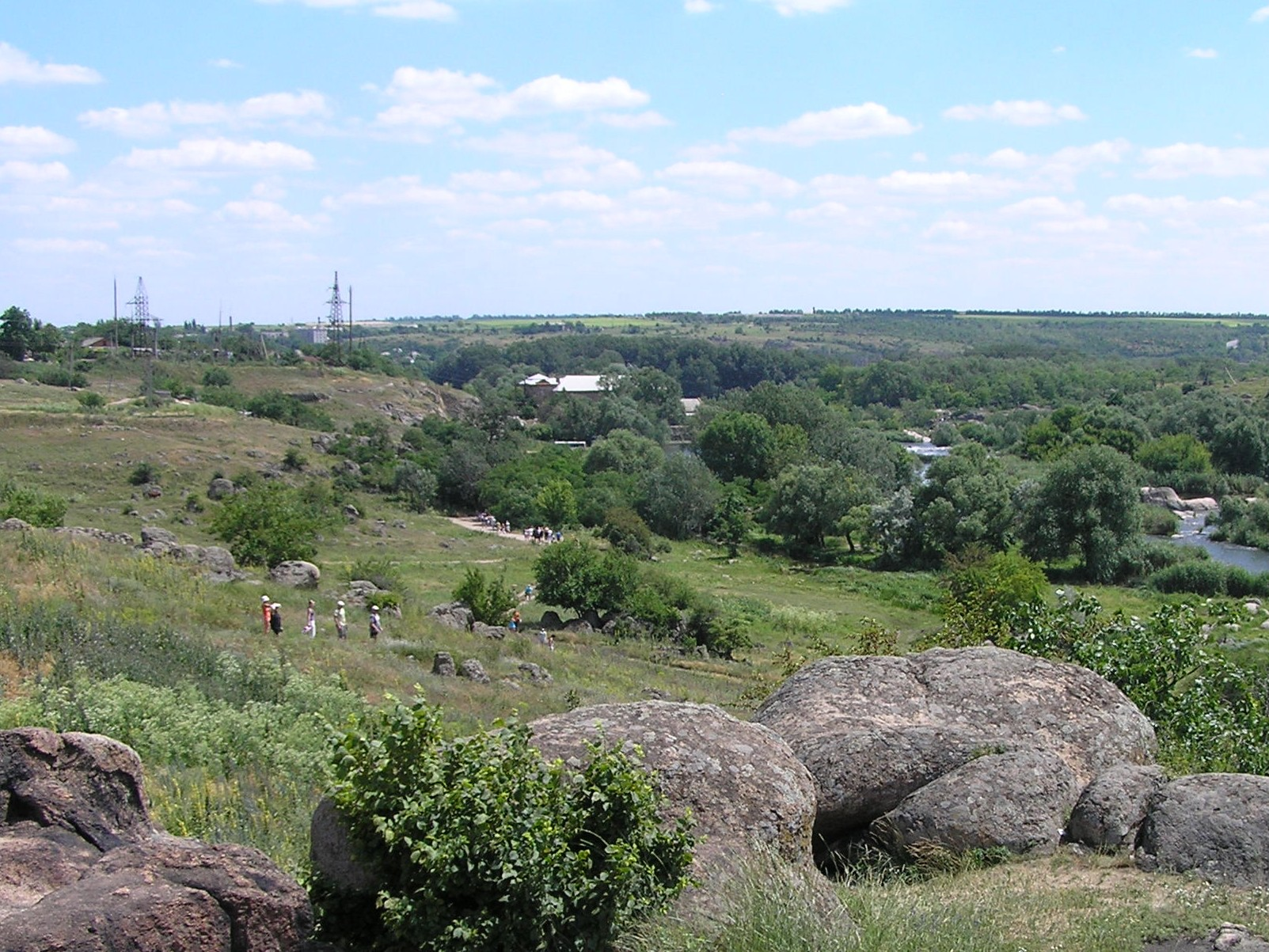
Вид на село. В центрі — будівля старої електростанції

В 1886 році поміщик Йосип Скаржинський, син Петра Скаржинського, побудував у селі лікарню, проте вона так і не була відкрита через функціональну непридатність будівлі. Тому в 1890 році в цій будівлі було відкрито сільськогосподарську школу з 4-річним терміном навчання. В 1913 році школа була реорганізована в училище. Також Йосип Скаржинський побудував великий водяний млин (автор проекту інженер Владислав Яскульський). Продуктивність млина складала до 3 тисяч пудів борошна на добу. Пізніше млин було переобладнано на електростанцію.
З 1862 року в селі діяла прихідська школа, з 1887 року — земська однокомплектна школа.
У 1889 році поблизу села впав метеорит. При досконалому вивченні метеориту Мигії було виділено новий тип метеоритної речовини.
У 1898 населення Мигії складалося з самих українців, за виключенням кількох росіян та євреїв: 810 осіб чол. ст, 720 жін ст. В давніші часи населення Мигії складали запорожці та гайдамаки, про що свідчили також поширені тут прізвища: Запорожець, Верхогляденко, Половинщик, Цимбалістий, Компанійченко, Невдаха. В Мигії був цегляний завод, фабрика сукна. Також Мигія славилась вівчарством та кінним заводом, коні якого продавалися за високі ціни. Борошно з мигійського млина продавали в Константинополь, Варшаву та на місцевих ринках. В Мигії існувало земське однокласове училище (1898—1324 учні) та церковна школа грамоти для дівчаток (з 1893, в 1898—124 учениці), Ольгинська сільсько-господарська школа (з 1890, в 1898—265 учнів)
З 1917 — у складі УНР.
Село постраждало внаслідок геноциду українського народу, проведеного окупаційним урядом СРСР 1932—1933 та 1946—1947. Під час організованого радянською владою Голодомору 1932—1933 років померло щонайменше 146 жителів села.
Під час Другої світової війни село було у складі Рейхскомісаріату Україна, на самому кордоні з зоною окупації Румунії.

## Населення

### Мова
Розподіл населення за рідною мовою за даними перепису 2001 року:

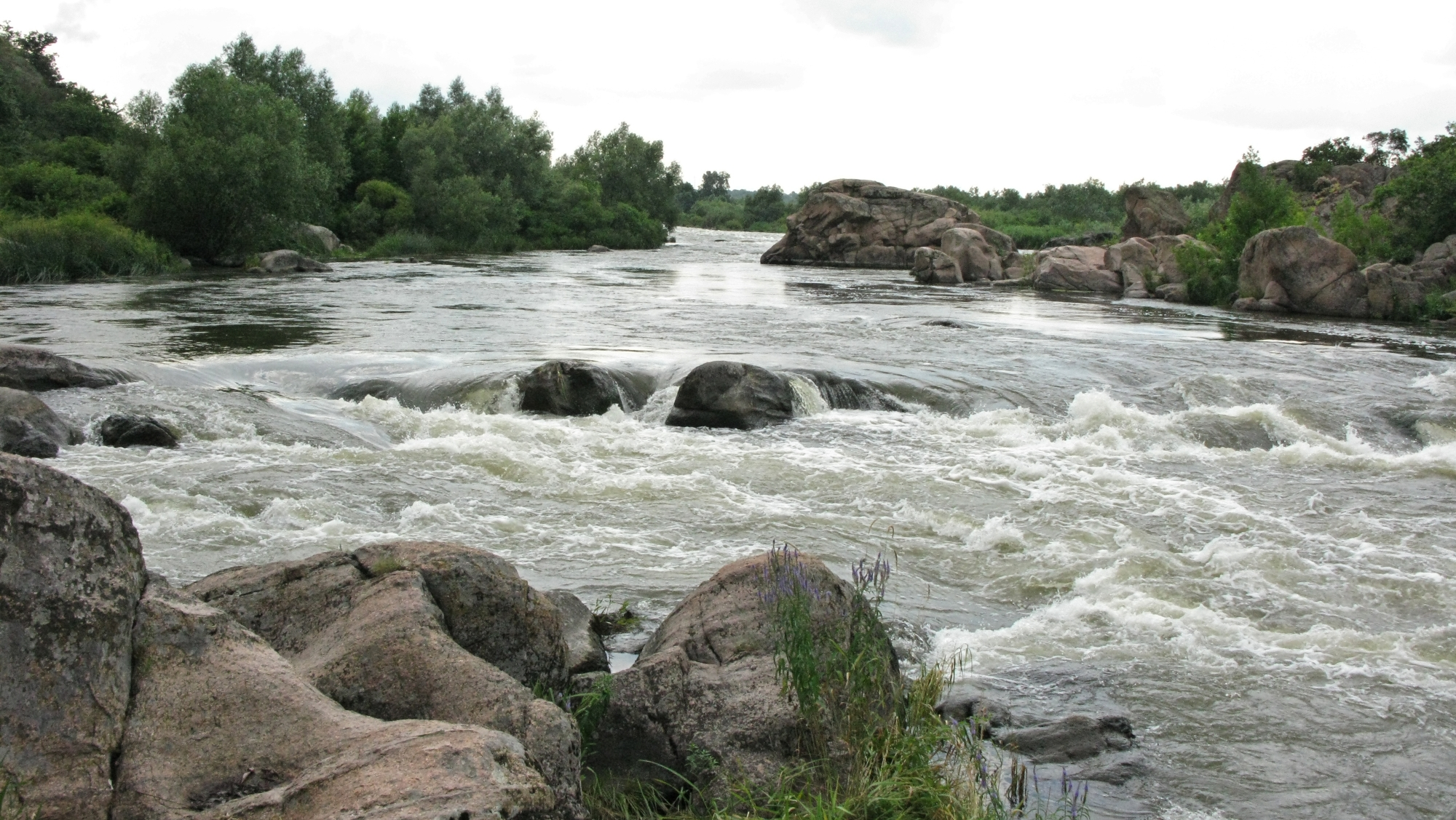
Вид на Мигійські пороги

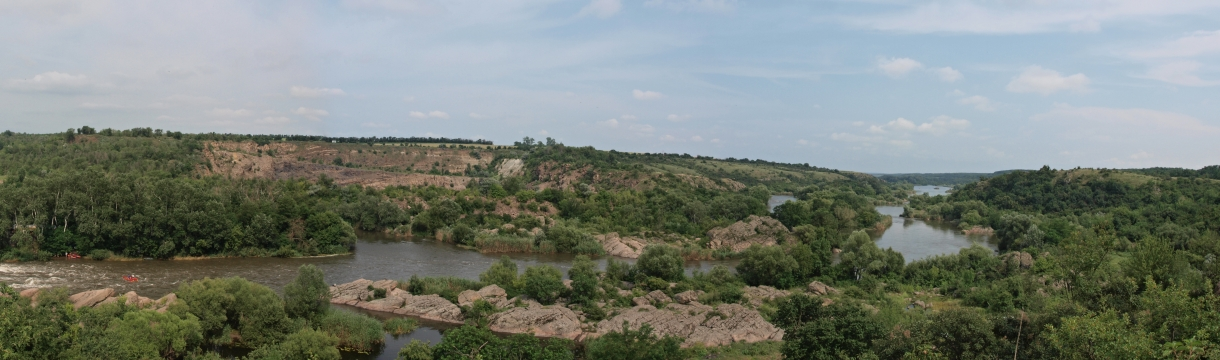
Панорама на Південний Буг

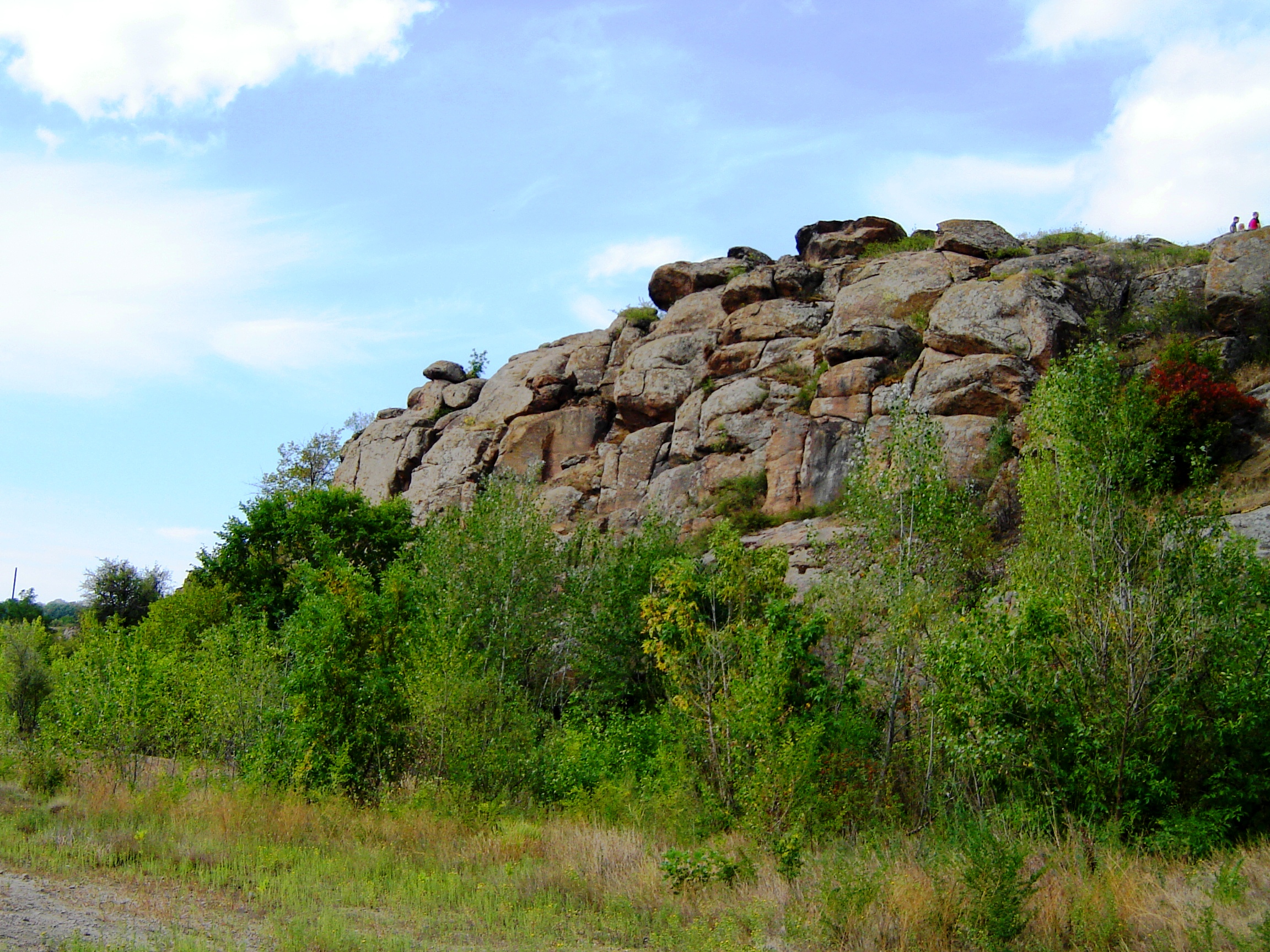
Кряж над Південним Бугом [https://web.archive.org/web/20160304195032/https://ssl.panoramio.com/photo/124529901

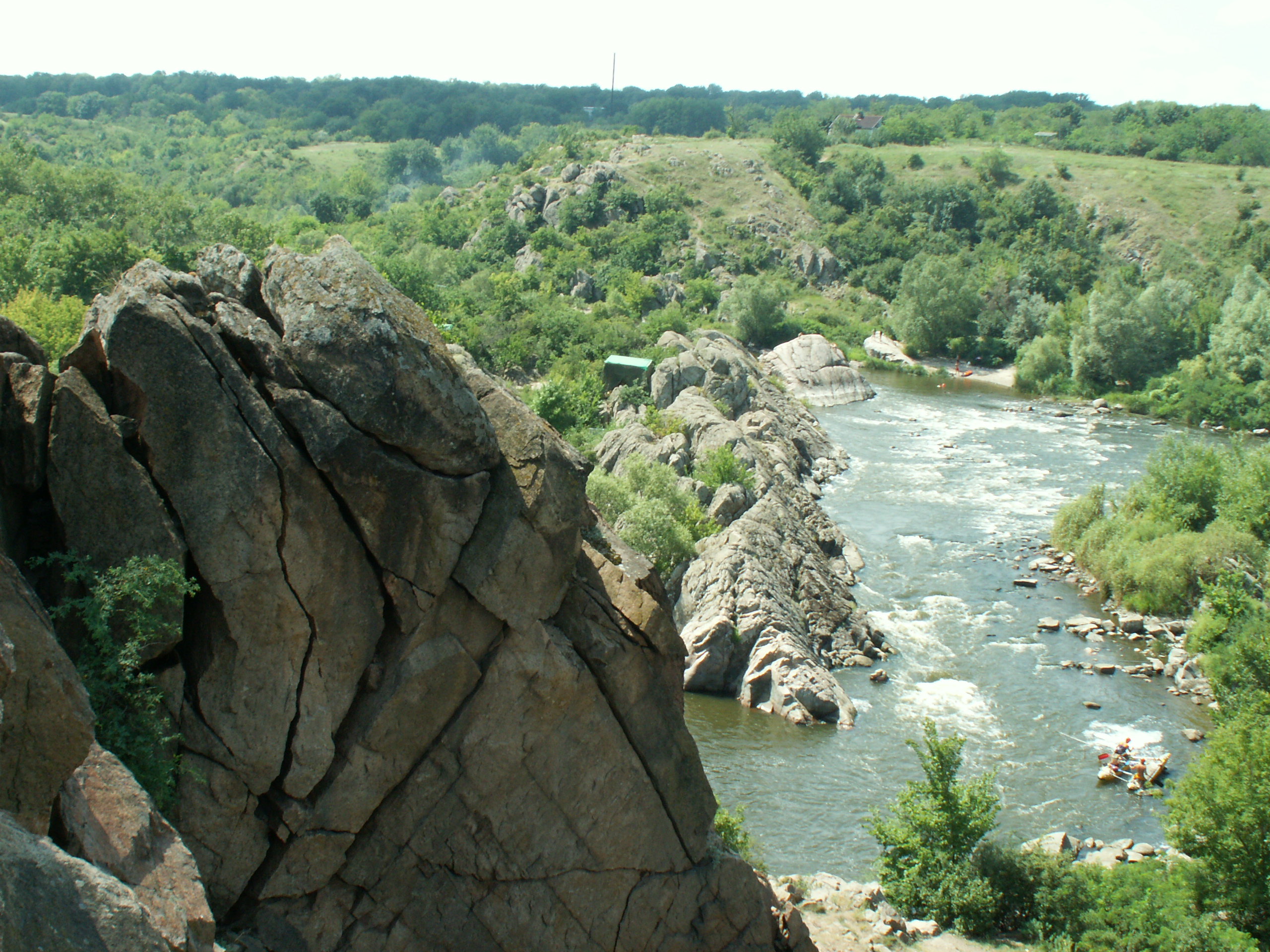
Мигійські пороги на Південному Бузі

| Мова       | Кількість | Відсоток |
| ---------- | --------- | -------- |
| українська | 2006      | 95.57%   |
| російська  | 86        | 4.10%    |
| білоруська | 7         | 0.33%    |
| Усього     | 2099      | 100%     |

## Диво Миколаївщини
Мигія стала переможцем міжнародного інтерактивного конкурсу «Дива земель святого Миколая». Конкурс проходив протягом трьох місяців. Завдяки йому було названо 12 чудес Миколаївщини — найпривабливіші куточки природи, найцінніші історико-культурні пам'ятники. Не слід забувати, що 12 миколаївських чудес — це 12 потенційних туристичних маршрутів.
Символічно, підсумки були оголошені в День святого Миколая. За результатами конкурсу найбільшим чудом Миколаївщини став регіональний ландшафтний парк «Гранітно-степове Побужжя».
Результати конкурсу:
1. Мигія — 789 голосів;
2. Коблеве — 462 голоси;
3. Очаків — 421 голос;
4. Миколаївський зоопарк — 351 голос!

## Відомі люди села
- Василенко Петро Мефодійович — український вчений у галузі машинобудування та сільськогосподарської механіки.
- Попов Денис Юрійович — український футболіст, захисник «Динамо» (Київ), чемпіон світу з футболу (U-20).
- Срібний В'ячеслав Вікторович — український письменник.
- Труш Віктор Ігорович — український боксер-важковаговик.
- Чорнолих Владислав Володимирович — український кінорежисер.

Випускниками Мигіївського аграрного технікуму в різні роки були: Герой Радянського Союзу Вахненко О. Я., Дорошенко М. Т., Берліян А. О., академік АН УРСР Василенко П. М., заслужений агроном Москаленко Н. С., депутат Верховної ради СРСР 9-го скликання Тимчак Н. П. та інші.